# Đức Chiêu
Đức Chiêu (tiếng Mãn: ᡩᡝᠵᠣᡠ, Möllendorff: Dejoo, tiếng Trung: 德昭; bính âm: Dezhao; 1700 – 1762) là một hoàng thân của nhà Thanh trong lịch sử Trung Quốc, người thừa kế 1 trong 12 tước vị Thiết mạo tử vương.

## Cuộc đời
Đức Chiêu sinh vào giờ Dần, ngày 17 tháng 10 (âm lịch) năm Khang Hi thứ 39 (1700), trong gia tộc Ái Tân Giác La. Ông là tằng tôn của Dự Thông Thân vương Đa Đạc, cháu nội của Dự Tuyên Hoà Thân vương Đa Ni, con trai thứ năm của Tín Quận vương Ngạc Trát. Mẹ ông là Trắc Phúc tấn Hỉ thị (喜氏).
Năm Khang Hi thứ 41 (1702), cha ông là Tín Quận vương Ngạt Trát mất, do chú của ông là Đổng Ngạch thừa tập tước vị Tín Quận vương. Năm thứ 45 (1706), Tín Quận vương Đổng Ngạch qua đời, ông được tập phong tước vị Tín Quận vương đời thứ 4. Năm Ung Chính thứ 2 (1724), ông nhậm chức Tông Nhân phủ Tả tông chính. Năm thứ 4 (1726), ông được giao quản lý sự vụ Đô thống Chính Bạch kỳ. Năm thứ 5 (1727), chuyển nhậm Hữu tông chính. Năm thứ 6 (1728), quản lý sự vụ Đô thống Thượng tam kỳ.
Năm Càn Long thứ 27 (1762), ngày 25 tháng 2 (âm lịch), giờ Dậu, ông qua đời, thọ 62 tuổi, được truy thụy "Khác" (慤). Sau khi ông mất, triều đình lấy Như Tùng – cháu 4 đời của Đa Nhĩ Bác, thế tập tước vị Tín Quận vương.
Năm thứ 43 (1778), Càn Long Đế ca ngợi chiến công khai quốc của Dự Thông Thân vương Đa Đạc, nên ra chỉ truy phong ông cùng Đa Đạc làm Dự Thân vương, con trai thứ mười lăm của ông là Tu Linh được tập phong Dự Thân vương.

## Gia quyến

### Thê thiếp
- Đích Phúc tấn: Đổng Ngạc thị (董鄂氏), con gái của Tuần án Ngạc Khải (鄂凯).
- Trắc Phúc tấn: Trương thị (张氏), con gái của Trương Toàn Bảo (张全保).
- Thứ Phúc tấn:
  - Trần thị (陈氏), con gái của Trần Thiên Tường (陈天祥).
  - Hàn thị (韩氏), con gái của Thuyên Trụ (拴住).
  - Triệu thị (赵氏), con gái của Triệu Tử Quý (赵紫贵).
  - Chu thị (朱氏), con gái của Chu Thiên Lộc (朱天禄).
  - Cao thị (高氏), con gái của Tá lãnh Cao Tông Không (高宗空).
- Thứ thiếp:
  - Lý thị (李氏), con gái của Lý Triều (李朝).
  - Trương thị (张氏), con gái của Trương Lộc (张禄).
  - Lý thị (李氏), con gái của Lý Thụ (李授).
  - Diêu thị (姚氏), con gái của Diêu Anh (姚英).
  - Lý thị (李氏), con gái của Lý Huệ (李惠).
  - Ngô thị (吴氏), con gái của Ngô Thịnh (吴盛).
  - Mã thị (马氏), con gái của Mã Thành Phong (马成风).
  - Chu thị (周氏), con gái của Chu Vân Bảo (周云保).

### Con trai
1. Hách Linh (赫齡; 1716 – 1743), mẹ là Thứ Phúc tấn Trần thị. Có ba con trai.
2. Hoa Linh (華齡; 1717 – 1782), mẹ là Thứ Phúc tấn Hàn thị. Được phong làm Phụng ân Tướng quân (奉恩将军), nhưng sau bị đoạt tước. Có chín con trai.
3. Y Linh (伊齡; 1718 – 1727), mẹ là Thứ Phúc tấn Trần thị. Chết yểu.
4. Thụy Linh (瑞齡; 1718 – 1760), mẹ là Thứ Phúc tấn Hàn thị. Có bốn con trai.
5. Tụy Linh (萃齡; 1719 – 1759), mẹ là Thứ Phúc tấn Triệu thị. Vô tự.
6. Tuệ Linh (慧齡; 1719 – 1770),mẹ là Thứ thiếp Lý thị (con gái của Lý Triều). Có bốn con trai.
7. Trác Linh (卓齡; 1720 – 1722), mẹ là Thứ Phúc tấn Hàn thị. Chết yểu.
8. Thọ Linh (壽齡; 1721 – 1735), mẹ là Thứ thiếp Trương thị. Chết trẻ.
9. Hưng Linh (興齡; 1726 – 1775), mẹ là Thứ thiếp Lý thị (con gái của Lý Thụ). Có chín con trai.
10. Thành Linh (成齡; 1728 – 1773), mẹ là Thứ Phúc tấn Triệu thị. Có mười con trai.
11. Đình Linh (靈齡; 1729 – 1737), mẹ là Đích Phúc tấn Đổng Ngạc thị. Chết yểu.
12. Phật Linh (佛齡; 1739 – 1739), mẹ là Thứ Phúc tấn Chu thị. Chết yểu.
13. Quý Linh (貴齡; 1746 – 1752), mẹ là Thứ thiếp Chu thị. Chết yểu.
14. Khánh Linh (慶齡; 1746 – 1749), mẹ là Thứ Phúc tấn Cao thị. Chết yểu.
15. Tu Linh (修齡; 1749 – 1786), mẹ là Trắc Phúc tấn Trương thị. Năm 1770 được tập tước Tín Quận vương. Năm 1778 được tập phong Dự Thân vương. Sau khi qua đời được truy thụy Dự Lương Thân vương (豫良亲王). Có năm con trai.
16. Anh Linh (英齡; 1750 – 1798), mẹ là Trắc Phúc tấn Trương thị. Được phong làm Phụng ân Tướng quân (奉恩将军). Có tám con trai.
17. Mậu Linh (茂齡; 1750 – 1751), mẹ là Thứ Phúc tấn Chu thị. Chết yểu.
18. Hồ Linh (瑚齡; 1750 – 1751), mẹ là Thứ thiếp Chu thị. Chết yểu.
19. Ngọc Linh (玉齡; 1752 – 1753), mẹ là Thứ Phúc tấn Cao thị. Chết yểu.